# El odio
El odio (título original en francés: La Haine) es una película francesa dirigida por Mathieu Kassovitz y estrenada en 1995 que narra la vida de tres jóvenes desheredados de la sociedad (un judío, un árabe y un negro) en un suburbio de París a mediados de la década de los 90.

## Sinopsis
24 horas en un suburbio de París donde los tres protagonistas, Vinz (Vincent Cassel), Saïd (Saïd Taghmaoui), Hubert (Hubert Kounde) luchan contra el odio proveniente de la policía y el poder establecido. La paliza a un chico de 16 años, Abdel Ichah, en una comisaría que le causó heridas graves y entrar en estado de coma provoca la ira de la población más joven de Les Muguets que se rebelan y establecen una guerra urbana contra las fuerzas de seguridad del estado. Durante estas revueltas un policía pierde su arma que va a parar a manos de Vinz lo que provocará una pelea entre los tres protagonistas y el desenlace final.

## Argumento
El 6 de abril de 1993, Makome M’Bowole, un chico de 17 años, moría de un disparo en la cabeza mientras estaba esposado en una comisaría de policía en París. La policía alegó legítima defensa para justificar el disparo. Durante una semana se produjeron enfrentamientos entre los jóvenes del barrio y la policía. Estos hechos impulsaron a Kassovitz a rodar El odio, irse a los suburbios y preguntar desde allí cuáles eran las razones de aquella situación. 
La ciudad de las luces y del glamur contrastaba con la mala situación de estos barrios donde se aislaba y almacenaba a las clases más bajas como si fueran mercancía en un almacén. Todo esto provocó la ira de esta población que se levantó contra el sistema mediante manifestaciones, revueltas y diversos actos para poder poner algo de luz a su futuro y también a su presente. En este film, Kassovitz, sabe retratar a la perfección esa marginalidad y los prejuicios sociales contra los que también tienen que combatir los habitantes de estas zonas como el racismo. Los tres protagonistas todos de diferentes etnias y creencias (un judío, un árabe y un negro) pelean por ser los dueños de su propio destino como hacían miles de jóvenes aunque en ocasiones de manera negativa como representa Vinz en esta película. 
A pesar de ser una película de hace más de veinte años, su mensaje perdura y puede ser aplicado a la actualidad. La situación de estas zonas no solo no ha mejorado sino que ha empeorado, estos problemas sociales ya no solo se encuentran zonas "conflictivas", las ciudades se ven cada vez más afectadas por estos como observamos con las agresiones homófobas, machistas, racistas etc. Es por esto que Kassovitz afirmó en una entrevista que pretende hacer una secuela de esta película para poder denunciar los abusos producidos en pleno siglo XXI.

Antes del comienzo de la película, se muestra una foto de un globo terráqueo, y de fondo suena la voz de Hubert diciendo: “Esta es la historia de un hombre que cae de un piso 50, y mientras cae se repite a si mismo para tranquilizarse, hasta ahora todo va bien, hasta ahora todo va bien, hasta ahora todo va bien.” (Justo en este momento empieza a caer un coctel molotov sobre la tierra.) “Pero la importancia no está en la caída.” (El coctel molotov impacta sobre la tierra, y Hubert dice): “Sino en el aterrizaje”.
La película comienza con un plano en el que la cámara se acerca a la cara de Saïd, hasta que este abre los ojos y descubre un despliegue de camiones patrulla, debido a las revueltas que tuvieron lugar el día anterior. Estas revueltas han sido causadas por la agresión de un oficial a un joven magrebí conocido en el barrio (Abdel), dejando a este en estado de coma. Saïd aprovecha la distracción de los policías para taggear en la parte trasera de una de las camionetas la frase: “Baise la police” (Que le follen a la policía)
Después de esto, Saïd acude al bloque de edificios donde vive Vinz, su amigo. El comienza a gritarle para que baje, respondiendo en cambio la hermana del requerido, que le grita que está durmiendo y no quiere despertarlo, agregando que si quiere verlo que suba y lo despierte. Los gritos despiertan a un vecino, que enfadado comienza un intercambio de palabras soeces con Saïd, y mientras todo esto ocurre Vinz sueña con que está en lo que parece ser un lugar abandonado bailando y haciendo piruetas.
Vinz solo despierta de su sueño cuando Saïd acude a su dormitorio y le da un besito en la mejilla, en forma de broma. Después juegan a piedra papel o tijera para que Vinz despierte, Saïd pierde pero aun así dice que ha ganado, a lo que su amigo responde bromeando con su hermana, a lo que Saïd reacciona propinandole una colleja que finalmente hace que se levante. Vinz le comenta que ha visto una vaca y Saïd le contesta que debería dejar el porro.
Saïd se une a ellos para desayunar mientras lee el periódico y Vinz y su hermana discuten. En medio de la discusión Vinz le pregunta a su hermana porque no ha ido a la escuela, respondiendo esta que la han quemado. La abuela atribuye esto a las ausencias de su nieto en la sinagoga (cabe recalcar que Vinz es de familía judía), este comentario lo molesta y lo lleva a argumentar que el no quemó la escuela y a retirarse al baño. Ya en el baño simula lo que parece ser una discusión con su propio reflejo, repitiendo en varias ocasiones: “Me hablas a mí?”. Esta supuesta confrontación acaba con Vinz haciendo una seña de pistola con su mano, recargándola, y disparando contra su reflejo.
Los dos amigos caminan por la calle hasta llegar a lo que aparenta ser una instalación abandonada, en la que entran y encuentran a su amigo Hubert golpeando un saco de boxeo entre los escombros. Ellos están asombrados por el mal estado en el que ha quedado el lugar tras las revueltas, encontrando inclusive un coche dentro del recinto, llevando a Saïd a preguntarle a Hubert que como había llegado el automóvil ahí, respondiendo Hubert que no quería ni saberlo.
Saliendo del lugar, Hubert sella una venta de jachís y le instruye al comprador que lo vaya a buscar a la rotonda. Después se dirigen a otro edificio abandonado, subiendo a la azotea de este donde encuentran a varios conocidos, entre estos uno en específico que está cocinando salchichas y vendiendolas a 5 francos el par, excepto a Hubert, que no tiene porque pagarlas, según el cocinero se debe a que es el dueño del lugar. En cambio cuando Saïd pide una salchicha gratis, se le niega y el cocinero le dice que la salchicha se la dará a la hermana de Saïd, esto lo enfuria y lo lleva a robarle una salchicha al cocinero, que lo persigue por toda la azotea reclamando sus 5 francos, hasta que su deuda es pagada por su hermano mayor, que lo riñe. 
Saïd se sienta junto a unos amigos que mencionan que ayer durante las revueltas un policía perdió su pistola, y discuten sobre que tipo de pistola era: Una .45 como la que salía en Arma Letal o una Desert eagle.
Mientras Hubert y Vinz están conversando, un niño llama al judío para que se acerce, este accede y cuando se acerca al niño, que estaba en la barandilla, ve como el alcalde junto un conjunto de policías locales se acercan al edificio. Esto causa que todos comiencen a insultarlos y tirarles salchichas, pero cuando el alcalde llega a la azotea ordena que se desaloje, causando el desagrado de muchos, incluido Vinz, que discute brevemente con un policía que lleva una chaqueta bomber de Notre Dame.
Tras desalojar la azotea, los 3 amigos se dirigen a un parque, en el que Saïd jura que le ha echado un “polvo brutal” a una del barrio, y mientras Vinz se lía un porro, una camioneta del noticiero se para a grabarlos y preguntarles si saben algo de lo ocurrido el día anterior. Los amigos no se toman esto nada bien, preguntándoles que si tienen cara de animales, y diciéndoles que no están en Thoiry, un zoo local que se visita en coche. Tras esto comienzan a tirarle piedras a la camioneta, que sale corriendo.
Los 3 suben al piso de un amigo, Darty, que parece tener algo de americano y le debe dinero a Saïd, pero dice que lo tiene un tal Asterix. Además de esto, Darty les dice que miren por la ventana, donde ven que su coche ha quedado calcinado tras las revueltas. En la televisión de Darty, que funciona muy mal, se ve la cara de Abdel, y Vinz se dice al mismo que va a ajustar cuentas.
Ya fuera del apartamento de Darty, están sentados y un niño les cuenta una anécdota sobre una celebridad y una cámara oculta. Saïd se levanta y va a un coche, cuando vuelve tiene una navaja y les avisa al grupi de que el hermano de Abdel tiene una escopeta. Hubert sugiere ir al hospital a ver a Abdel, pero Vinz les dice que antes de nada les tiene que enseñar algo.
Ellos se van a un lugar abandonado y Vinz les enseña la pistola que perdió el policía el día anterior, un revólver Smith & Wesson cromado de cañón recortado y con cargador de 6 balas del .44 magnum. Hubert le dice que el le podría haber conseguido una y le pregunta que planea hacer con el arma, el responde que en caso de que Abdel muera, pretende equilibrar la balanza matando un policía. Hubert le dice que es un cagón y un loco, en cambio Saïd le dice que con esa pistola es “El patron del barrio”. Cuando están saliendo, Vinz duda en si llevar el arma o dejarla en el almacén abandonado, pero termina portandola.
Ya en el hospital, a Vinz se le nota nervioso, y cuando se les niega entrar a la habitación donde se encuentra Abdel, causan un escándalo en el hospital, que acaba con Saïd detenido. Un policía conocido de Saïd los lleva a la comisaría, donde recogen a su amigo y al salir, el policía les da la mano a Hubert y a Saïd respectivamente, pero cuando le ofrece la mano a Vinz este se la niega, acción que lleva a una breve discusión entre los amigos, en la que Vinz revela que llevaba el arma consigo. Esto enfuria a Hubert que empuja a Vinz, llamándolo idiota y finalmente retirándose a su casa.
Al llegar a su casa, conversa con su madre sobre varios temas, entre ellos que su hermano preso quiere libros para preparar el ingreso a la universidad, Hubert le deja dinero a la madre para comprarlos. Cuando se sientan a comer, en la televisión saltan noticias sobre las revueltas y Abdel, y Hubert deja claras sus intenciones de salir del barrio.
En su habitación, Hubert saca una placa de jachís y corta una porción para vendarla, y se hace un porro. Al salir a la ventana, se puede ver a Cut Killer, un DJ francés, reproducido mezclas con un altavoz a todo el barrio.
Por otra parte, Saïd y Vinz van por la calle, hasta que Vinz vuelve a ver la vaca de su sueño, pero cuando se lo dice a Saïd, este le dice que la vaca es el. En casa de Vinz, el le corta el pelo a Saïd, pero comete un error y le deja un boquete en el pelo, así que termina por dejarlo con el pelo muy corto, casi rapado. 
Tras el corte de pelo los dos amigos van a un lugar donde hay gente reunida, entre esa gente Hubert, ahí dentro está la hermana de Saïd, que se ríe de él por llevar gorro. Vinz observa a unos jóvenes bailando breakdance, hasta que oyen alboroto, y cuando salen el hermano de Abdel le suelta un escopetazo a un coche patrulla, creando así otra pequeña revuelta que termina con policías persiguiendo a civiles. Cuando los amigos huyen por un lugar abandonado, un policía se pone en su camino, haciendo que Vinz saque el revólver y lo apunte al oficial, pero Hubert lo previene y le da un puñetazo en la cara al policial, dejándolo inconsciente.
Al cambiar de escena están en el metro, y Vinz le cuenta a Saïd lo que hizo Hubert, vitoreándolo. Hubert lo ignora y se nota cansado de la situación.
Al salir del metro llegan a París, donde paran a usar un baño de lo que parece ser un bar. Allí discuten y Vinz vuelve a repetir que piensa equilibrar la balanza si Abdel muere y dice que está cansado del sistema. 
Mientras el y Hubert discuten, un anciano sale de uno de los baños, al grito de: "Nada mejor que una buena mierda", y después de esto, procede a contarles la historia de su amigo "Grunwalski", junto al que fue deportado a Siberia, este era tímido, y cuando la locomotora paraba para reponer carbón y todos bajaban a cagar al lado del vagón (porque si arrancaba y no lo cogían a tiempo no esperaría), el se alejaba, y cuando la locomotora arrancó, Grunwalski no logró alcanzarla. El anciano le tendía la mano, pero cuando Grunwalski intentaba cogerla, los pantalones se le caían, así en ciclo. Los amigos se ríen, y cuando le preguntan que fue de Grunwalski, el responde con toda tranquilidad que murió congelado, dejando a los chicos perturbados.
Los chicos fueron a París con la intención de recuperar el dinero que tenía Astérix, pero al llegar a su portal, que aparenta lujoso, no saben cual es su puerta, así que llaman a cada telefonillo preguntando por Astérix, pero nadie los toma en serio, probablemente porque el nombre Astérix es ampliamente reconocido por la caricatura francesa Astérix y Obélix, llegando a responder una de las vecinas: ¿Porque no Obélix?
Finalmente Astérix les abre y cuando llegan a su casa, está en taparrabos, con una pistola y actuando de manera extravagante, como bajo el efecto de alguna droga. Al entrar quedan asombrados con el lujo de la casa, que es gigante. Cuando Saïd reclama su dinero, el le dice en broma que pelee por el, así que los dos actúan como si peleasen, Astérix portando unosnunchakos. 
Mientras ellos pelean, Vinz inspecciona el arma de Astérix, que aparenta ser un modelo de Glock, y cuando Astérix le dice que eso no es para niños, Vinz responde que no es ningún tonto y que el maneja de armas, enseñándole su revólver. Astérix queda asombrado con su pistola, que agarra y recarga con una bala para después accionarla contra si mismo, aunque no dispara ninguna bala, después lo repite con 2 balas en el cargador, cosa que alarma a todos. El le devuelve su pistola a Vinz y le dice que le toca al, pero cuando ve que no sigue sus pasos, lo abofetea hasta en 4 ocasiones, enfureciendo a Vinz que le apunta con su revólver, y Astérix lo manda fuera de su casa, no sin antes revelar que el revólver no estaba cargado.
Ya afuera, unos policías arrestan aleatoriamente a Saïd y Hubert, no a Vinz, que consigue huir y se pasea por las calles parisinas, pasando por el cine, y un combate de lo que parece ser kickboxing en el que participa un conocido. Entre los asistentes está un familiar del peleador, amigo de Vinz, que después lo lleva en coche con otros jóvenes por París, parando en un local, en el que hay un portero en específico que nunca los deja entrar, así que su amigo va a la puerta y le suelta dos tiros al portero, hecho que deja a Vinz visiblemente desconcertado.
Mientras todo esto pasaba, Vinz y Hubert estaban retenidos en la comisaría, donde son físicamente agredidos por los "policías", abuso que llega hasta el punto de hacer llorar a Saïd. Mientras los abusos ocurrían, uno de estos hombres miraba, como si fuera un aprendiz, mientras que los oficiales le explicaban como seguir sus pasos.
Gracias a la retención, los dos jóvenes pierden el metro, y cuando se paran para respirar (porque habían corrido para intentar cogerlo), aparece Vinz de la nada, que se vuelve a unir a ellos.
Salen de la estación y caminan por la calle, hasta llegar a una exposición de arte moderno, que cuenta con obras demasiado extrañas y minimalistas, hasta el punto de parecer estúpidas. Sentados en una escalera, dos mujeres pasan por delante de ellos, y una de ellas capta la atención de Saïd, que le pide que vaya a hablar con ellas para conseguirle a una en específico. Esta le dice que vaya con ella, y cuando llegan, las mujeres se irritan porque según ellas Saïd se comportaba de manera agresiva, esto crea una discusión entre los dos grupos que lleva a la expulsión de los amigos de la exposición, que no se van sin antes insultar a todos los presentes, reventar copas de champán contra el suelo y finalmente tirando una mesa al suelo. 
Después Hubert revela que ha robado una tarjeta de crédito de uno de los asistentes.
En un desesperado intento de volver al barrio, intentan robar un coche, la alarma salta y los chicos salen corriendo, pero vuelven cuando la alarma deja de sonar. Cuando entran, intentan hacerle un puente al coche para que arranque usando una de las balas del revólver de Vinz, no lo consiguen hasta que sin ayudados por un hombre que vaga la calle y les cuenta que su mujer lo abandonó, pero cuando arranca el coche y los chicos celebran, el señor les avisa que hay un coche patrulla atrás, así que a la cuenta de 3, salen huyendo del coche y el señor actúa de señuelo subiéndose al capó del coche y empezando a bailar.
Ellos huyen y suben a la azotea de un edificio donde observan la Torre Eiffel y se fuman un porro. Saïd les grita a unos skinheads :"Abajo Le Pen", y mientras están fumando, Hubert le cuenta a Vinz la historia hombre del piso 50, y señala como se asemeja a lo que viven en su barrio, a lo que Vinz responde que se siente "como una hormiga perdida en el universo".
Bajan de la azotea y caminan por la calle, donde Saïd grafitea un cartel que contiene una foto de la tierra y un texto que dice: Le monde est a vous (el mundo es vuestro), tapando la v de vous y escribiendo una n arriba, cambiando así el texto a: Le monde est a nous (el mundo es nuestro).
Vuelven a la estación, donde se sientan durante un rato delante de una gran pantalla que reproduce noticias del mundo: El clima, la guerra en bosnia, etc. Hasta que de repente, salta una noticia que anuncia la muerte de Abdel. Esto hace que Vinz salga fuera, y cuando salen Hubert y Saïd, lo encuentran apuntando a un policía con la mano en señal de pistola, y aunque Vinz alucina que les dispara y salen estrellados contra una vidriera, no podría estar más lejos de la realidad. El no sale de este trance hasta que Hubert le pega una colleja, lo llama cagón y se va con Saïd.
Vinz los sigue, y los encuentra siendo atacados por el grupo de skinheads al que Saïd había gritado antes, así que el saca su pistola y agarra a uno de ellos (interpretado por el director Matthieu Kassovitz), al que golpean y apalizan, cosa que emociona a Vinz, que grita de alegría. Lo meten en una casa abandonada, donde Hubert comienza a decirle a Vinz que su momento ha llegado, que tiene a la peor escoria del planeta delante suya, argumentando que hay policías buenos y malos, pero un skinhead bueno es un skinhead muerto, ordenándole que dispare a gritos, pero Vinz se aparta y se coloca en la esquina tosiendo con casi aparentes ganas de vomitar y con una mano tapándose la cara. Hubert le dice al skinhead que se vaya, y este huye.
Por la mañana cogen un metro para volver al barrio, y al llegar, Vinz le entrega su revólver a Hubert, y este se despide de él y separan caminos.
Pero justo cuando estaban alejados, un coche patrulla para delante de Vinz y Saïd, y agarran a Vinz contra el coche, poniendose Saïd detrás de este, toda esta conmoción hace que Hubert corra hacia la patrulla. 
El policía que agarra a Vinz es el de la chaqueta de Notre Dame con el que discutió en la azotea, que le dice que sin sus amigos no es tan atrevido, apuntándole con su pistola en la cabeza. El policía imita un sonido de pistola, después se ríe, y acciona accidentalmente la pistola, matando a Vinz en el proceso.
El policía, asustado, se aleja del cuerpo inerte de Vinz, y Hubert se acerca tras el, se coloca frente suya y apunta el revólver a su cabeza,siguiendo los mismos pasos el policía, cruzando las armas.
La película termina con la cámara acercándose a la cara de Saïd, que confuso, mira a los dos, y después a la cámara, aprieta fuertemente los ojos, y suena un disparo.

## Análisis de símbolos
El hombre cayendo al vacío: "Es la historia de un hombre que cae de un edificio de cincuenta pisos. Para tranquilizarse mientras cae al vacío, no para de decirse: hasta ahora todo va bien, hasta ahora todo va bien... hasta ahora todo va bien. Pero lo importante no es la caída, es el aterrizaje." Se repite al principio y al final de la película, habla de la decadencia de la sociedad y de como las personas, sobre todo las de las clases más altas, creen que todo está bien y hay un conformismo general con los aspectos sociales y políticos.
La pistola: la pistola es el eje central sobre el que gira toda la película, la pistola proporciona poder al que la tiene, por eso Vinz, cuyo deseo es ser un gánster, no quiere deshacerse de ella. También vemos como corrompe a las personas que la poseen, aunque ni el propio Vinz es capaz de matar a un neonazi que estaba dando una paliza a sus amigos, en cambio, la policía no tiene ningún miramiento en matar a un chico de 16 años a sangre fría en una comisaría, ellos son el verdadero peligro público no los jóvenes como quería hacer ver la prensa nacional francesa.
Color: rodada en blanco y negro, Kassovitz pretende igualar a todos los personajes, evitar que la etnia de estos nos influya. Además elimina los colores vivos para representar la "oscuridad" de estas zonas que no albergan futuro ni esperanza.
Los tres protagonistas: Vinz, Hubert y Saïd representan el odio, la razón y la inocencia respectivamente. La razón y el odio chocan constantemente mientras que la inocencia intenta mediar entre los dos. Hubert siempre intenta hacer razonar a Vinz mientras Saïd va rebotando entre las disputas de los otros protagonistas. Hay un momento de la película cuando los tres personajes, incluido Hubert (la razón) se dejan llevar por el odio destrozando una galería de arte moderno influenciado por el rechazo hacia estos.
Las horas: cada cierto tiempo aparecen las horas mostradas sobre un fondo negro. Esto crea una sensación de incertidumbre sobre algo que parece que va a ocurrir, además a través de las horas vemos como los personajes van dando tumbos sin llegar realmente a hacer algo, mientras el tiempo pasa y lo van perdiendo
La vaca: Vinz no está mal, es sólo el resultado de una historia personal y sobre todo social: el verdadero Vinz es un revolucionario visionario, el mismo que ve la vaca que los demás no ven. El animal representa la esperanza de una venganza, de una posible vida mejor, en la que solo cree Vinz.

## Reparto
- Vincent Cassel - Vinz
- Hubert Koundé - Hubert
- Saïd Taghmaoui - Saïd
- Abdel Ahmed Ghili - Abdel
- Solo - Santo
- Joseph Momo - Tipo normal
- Héloïse Rauth - Sarah
- Rywka Wajsbrot - Abuela de Vinz
- Olga Abrego - Tía de Vinz
- Laurent Labasse - Cook
- Choukri Gabteni - Hermano de Saïd
- Nabil Ben Mhamed - Boy Blague
- Benoît Magimel - Benoît
- Medard Niang - Médard
- Arash Mansour - Arash

## Crítica
La película, rodada en blanco y negro, es un estudio sociológico que muestra la cruda realidad de los suburbios de París, en los que sus habitantes se enfrentan al racismo, a la discriminación y al paro, con ira pero también con cierto escepticismo como el caso de Saïd. El film reflexiona sobre la situación política, social y económica en la que viven los jóvenes marginados de los suburbios.
La anécdota de un hombre cayendo al vacío y pensando que "por el momento todo va bien" (en francés "Jusqu'ici tout va bien"), expuesta al comienzo y al final del film, es la imagen con la que Mathieu Kassovitz busca describir el estado de tensión en el que viven los tres personajes protagonistas.

## Premios
Entre otras distinciones, El odio obtuvo múltiples nominaciones al Premio César de 1996, de las cuales ganó la de Mejor Montaje (con Kassovitz y Scott Stevenson), Mejor Productor (Christophe Rossignon) y Mejor Película (Mathieu Kassovitz). Asimismo, Kassovitz fue galardonado como Mejor Director en la edición de 1995 del Festival Internacional de Cine de Cannes.